# Rådmansgatan (metropolitana di Stoccolma)
Rådmansgatan è una stazione della metropolitana di Stoccolma.
È localizzata all'interno della circoscrizione di Norrmalm, più precisamente all'incrocio fra i viali Sveavägen e l'omonimo Rådmansgatan. Sul percorso della linea verde della rete metroviaria locale è invece situata fra le stazioni Hötorget e Odenplan.
La stazione fu aperta ufficialmente il 26 ottobre 1952, così come tutte le altre fermate comprese nel tratto fra Hötorget e Vällingby.
Dispone di due biglietterie. La progettazione della stazione fu affidata all'architetto Gunnar Lené mentre gli interni, localizzati ad una profondità di 8 metri sotto il livello del suolo, sono decorati principalmente con piastrelle gialle richiamando diffusamente la figura dello scrittore e pittore August Strindberg. Sono inoltre presenti contributi artistici da parte dell'artista Sture Valentin Nilsson.
Durante un normale giorno lavorativo viene utilizzata da circa 23.200 persone.

## Tempi di percorrenza
| Linea | Capolinea       | Tempo  | Stazione                       | Tempo             |
| T17   | Åkeshov         | 18 min | T-Centralen Gamla stan Slussen | 3 min 4 min 6 min |
| T17   | Skarpnäck       | 22 min | T-Centralen Gamla stan Slussen | 3 min 4 min 6 min |
| T18   | Alvik           | 11 min | T-Centralen Gamla stan Slussen | 3 min 4 min 6 min |
| T18   | Farsta strand   | 27 min | T-Centralen Gamla stan Slussen | 3 min 4 min 6 min |
| T19   | Hässelby strand | 30 min | T-Centralen Gamla stan Slussen | 3 min 4 min 6 min |
| T19   | Hagsätra        | 26 min | T-Centralen Gamla stan Slussen | 3 min 4 min 6 min |

## Galleria d'immagini

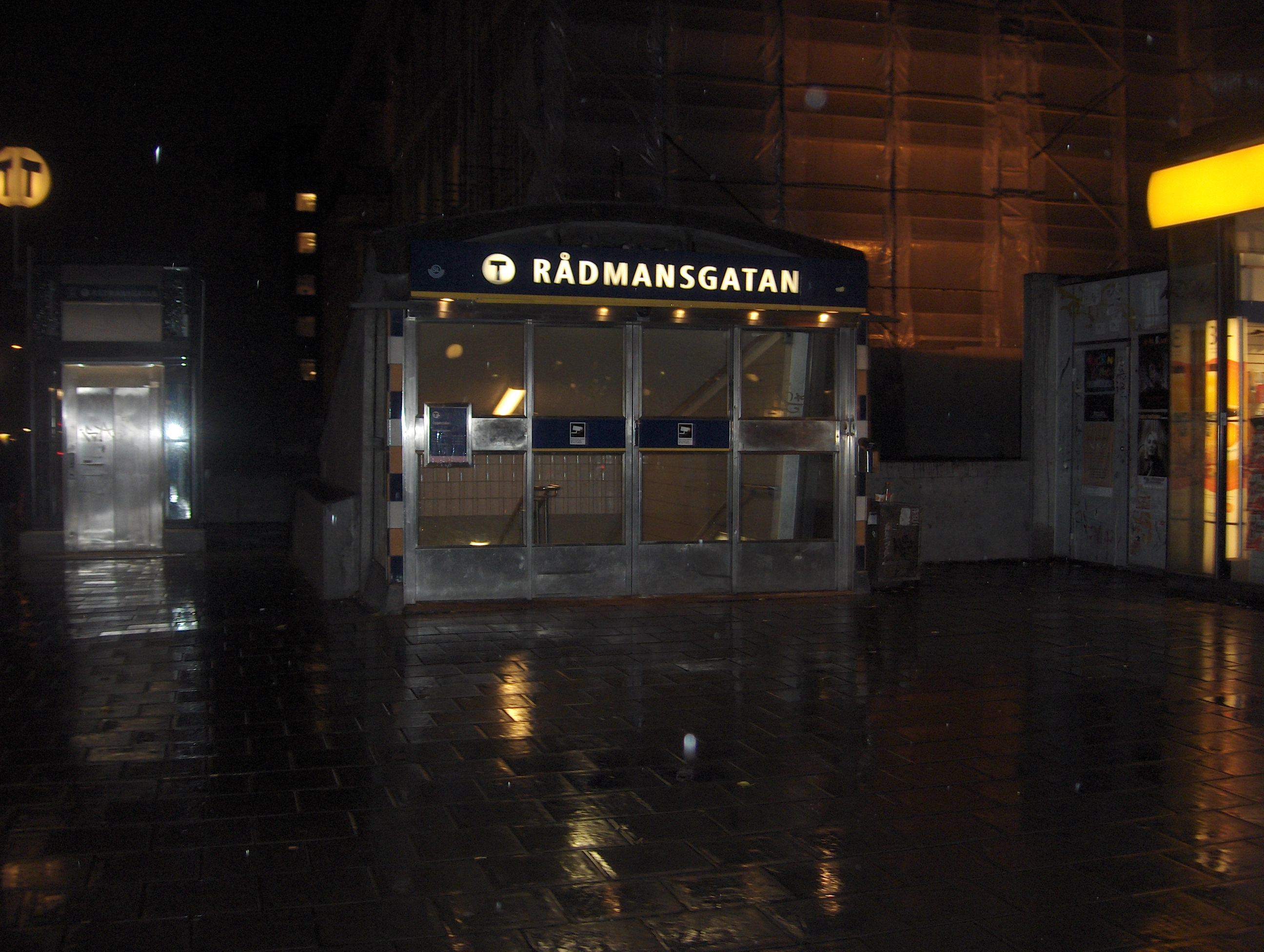
Vista fuori dalla stazione
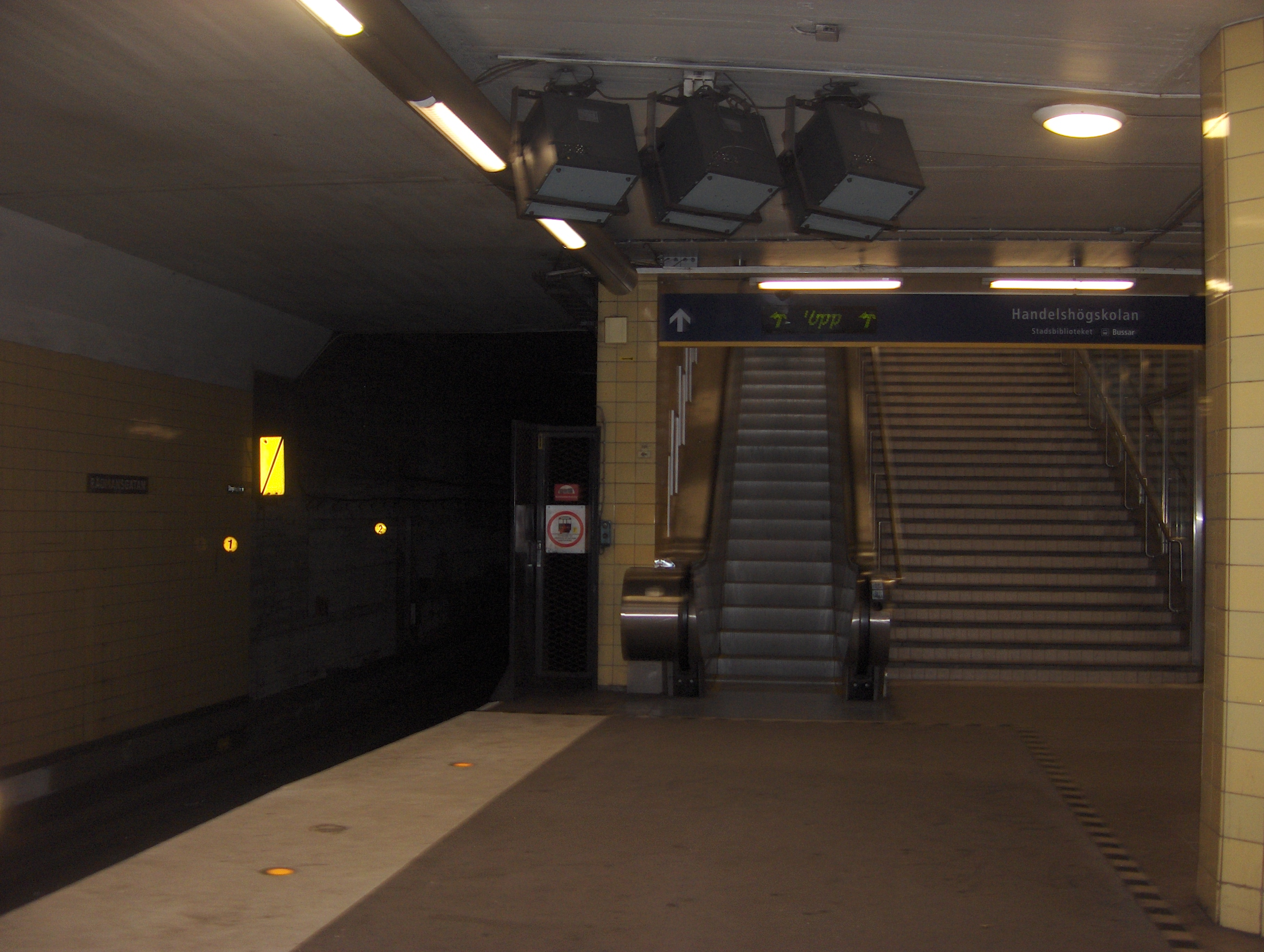
Interno della stazione
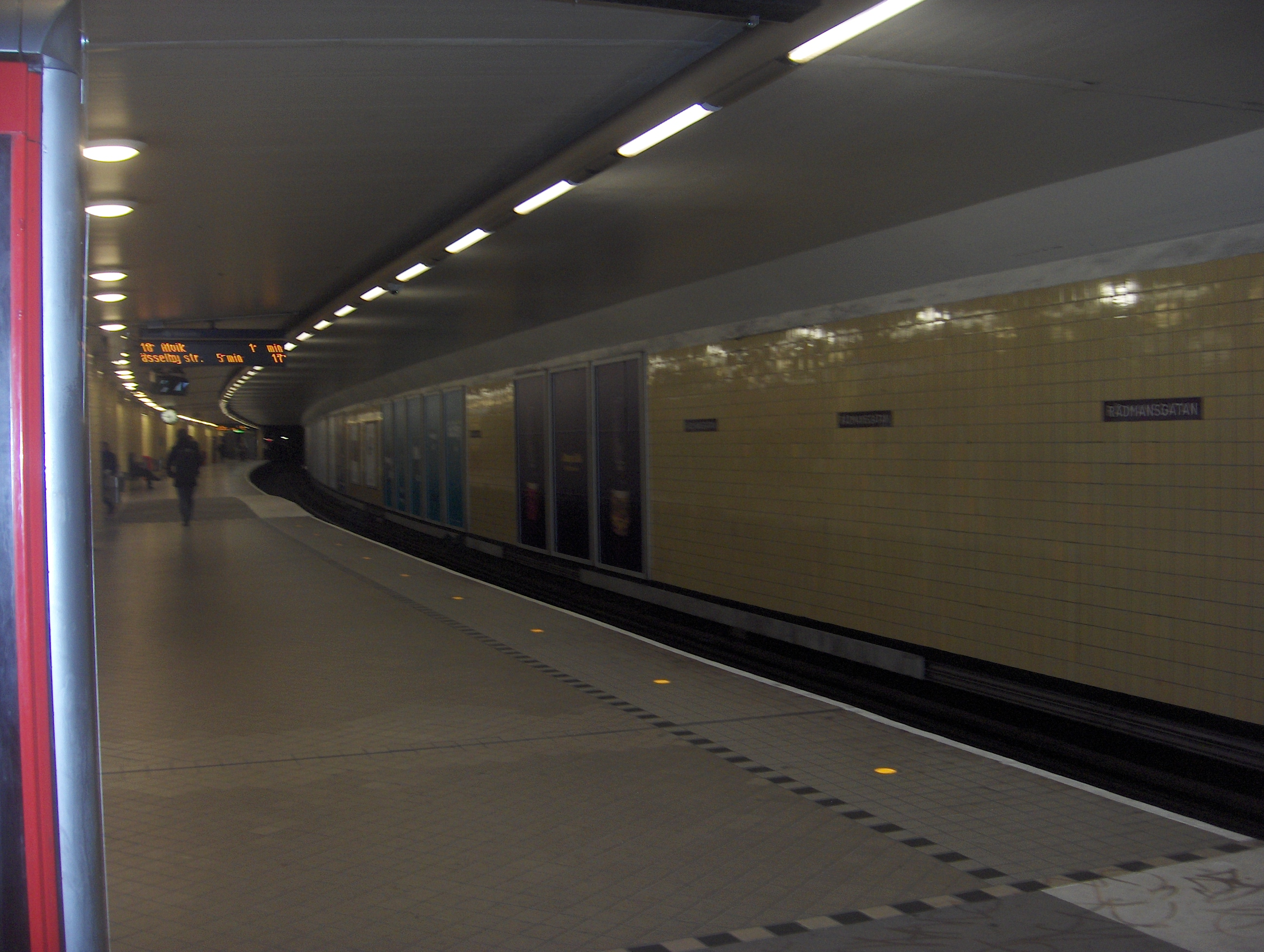
Piattaforma
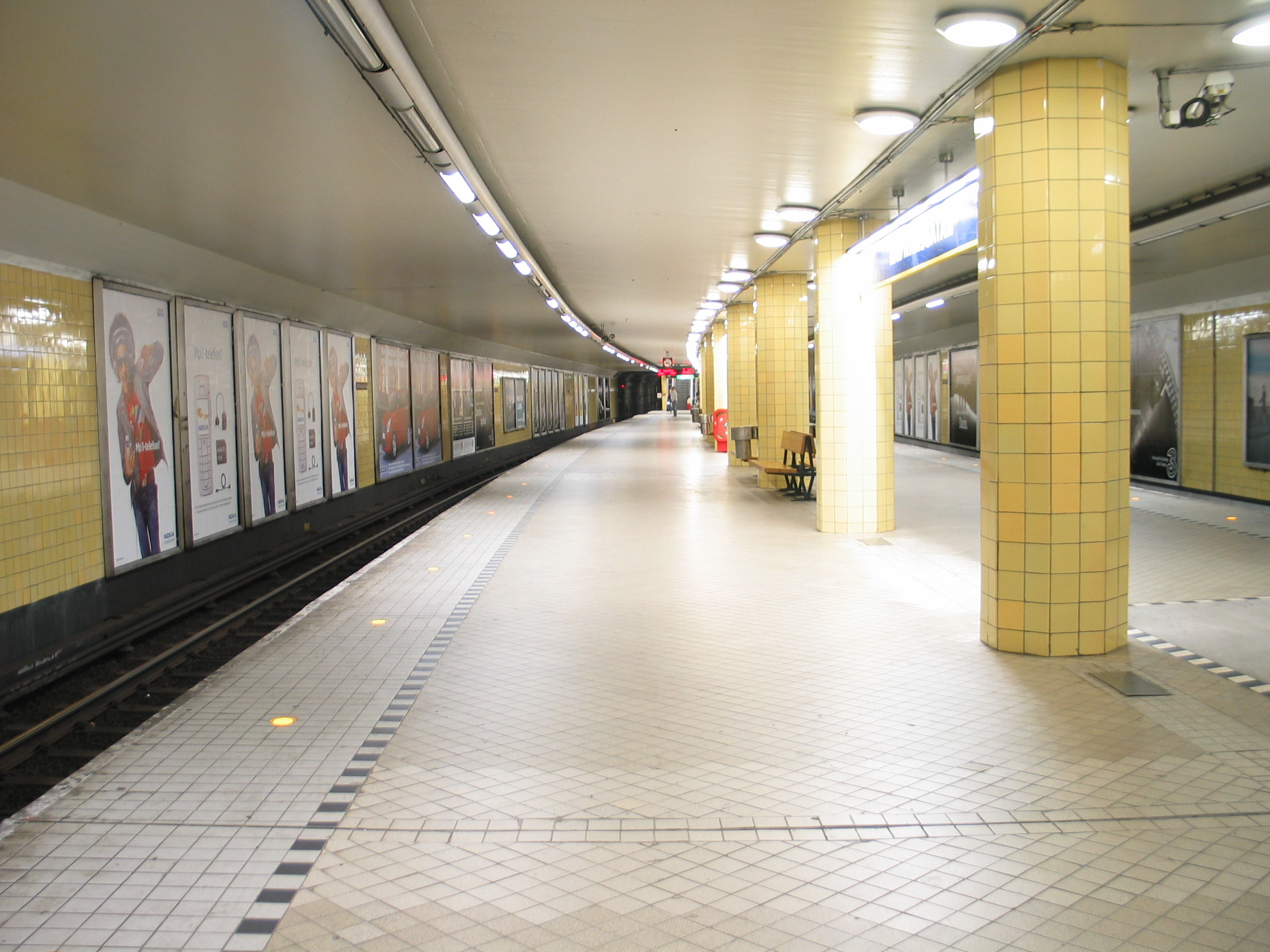
Piattaforma